# Quand les colts fument... on l'appelle Cimetière
Pour plus de détails, voir Fiche technique et Distribution.
Quand les colts fument... on l'appelle Cimetière (Gli fumavano le Colt... lo chiamavano Camposanto) est un western spaghetti italien réalisé par Giuliano Carnimeo, sorti en 1971.

## Synopsis
Après avoir terminé leur éducation dans un pensionnat huppé de la côte est, les deux jeunes frères McIntire, John et George, retournent en diligence dans le ranch de leur père dans le Far West. Ils se rendent compte très vite que la vie n’est pas tout à fait la même qu'en Nouvelle-Angleterre. Aussitôt arrivés, ils sont agressés par des bandits mais ils sont sauvés par un mystérieux et mutique étranger vêtu de noir. 
Dans le ranch paternel, alors les frères se rendent sur la tombe de leur mère, leur père leur raconte qu'une bande de gangsters terrorisent la ville depuis un bout de temps. Mais aussi l'histoire des occupants de la tombe voisine. Des années plus tôt, une mère de famille et son jeune fils ont été assassinés par des hors-la-loi et l'époux, gravement blessé, fut soigné par leur mère. Guéri, ce dernier est devenu un tireur redoutable, surnommé "Cimetière", et il est devenu proche du veuf. Le soir même, la réception donnée par le père pour fêter le retour de ses fils est perturbée par l'arrivée du "collecteur", le chef du gang qui rackettent tous les propriétaires des ranchs de la ville. Mais les McIntire peuvent compter sur le samaritain Cimetière, qui veille sur eux et bien déterminé à combattre le gang des racketteurs.

## Fiche technique
- Titre original : Gli fumavano le Colt... lo chiamavano Camposanto
- Titre français : Quand les colts fument... on l'appelle Cimetière
- Réalisation : Giuliano Carnimeo
- Scénario : Enzo Barboni
- Montage : Ornella Micheli
- Musique : Bruno Nicolai
- Photographie : Stelvio Massi
- Production : Mino Loy
- Pays d'origine :  Italie
- Langue originale : italien
- Format : couleur
- Genre : western spaghetti
- Durée : 97 minutes
- Date de sortie :
  - Italie : 23 septembre 1971

## Distribution
- Gianni Garko : Cimetière
- William Berger : Duke
- Chris Chittell : John McIntire
- John Fordyce : George McIntire
- Bill Vanders : Clay McIntire
- Ugo Fangareggi : Sancho
- Raimondo Penne : Chico
- Franco Ressel : le juge
- Aldo Barberito : Toland
- Ivano Staccioli : Avelin
- Nello Pazzafini : Cobra Ramirez
- Giovanni Di Benedetto : Douglas Toland
- Ugo Adinolfi : l'éleveur
- Federico Boido : le récepteur
- Pinuccio Ardia : Gunsmith